# Consell departamental (França)
El Consell departamental (conseil départemental en francès) és l'assemblea deliberant dels departaments francesos.
El nom inicial va ser el de consell general (conseil général en francès), nom que portà fins a l'any 2015, en què adoptà la denominació actual.
Els membres d'un consell general són anomenats consellers generals i són escollits per un mandat de 6 anys a raó d'un conseller per cantó. Ara bé, no tots els cantons celebren eleccions alhora, sinó que se celebren per meitats cada 3 anys. Així, cada 3 anys, es renoven parcialment tots els consells generals de França.
L'escrutini es fa seguint el mateix sistema que regeix per a les eleccions legislatives: majoritari uninominal a dues voltes. Per a poder passar a la segona volta, cal obtenir el vot del 10% dels inscrits. Un candidat podrà sortir elegit conseller general des de la primera volta si hi aconsegueix la majoria absoluta dels vots emesos i com a mínim el vot del 25% dels inscrits al cens electoral.
Les principals atribucions del consell general són votar el pressupost del departament i escollir d'entre els seus membres una comissió permanent, formada per un president i diversos vicepresidents, que serà l'executiu del departament. El president és el cap de l'administració departamental.

## Competències
Les principals competències dels consells generals són:
- l'acció social
- les carreteres departamentals i el transport per autocar
- els col·legis
- la cultura (arxius departamentals i biblioteca departamental de préstec)

La llei de 13 d'agost de 2004 relativa a les llibertats i responsabilitats locals ha transferit als consells generals noves competències en matèria de:
- via pública: gestió de les carreteres nacionals
- acció social: ajuda a la gent gran i al jovent
- habitatge: gestió del fons de solidaritat per a l'habitatge i del fons d'ajuda a l'energia
- educació: contractació del personal d'administració i serveis
- cultura: transferència de part del patrimoni de l'Estat

## Història
La llei de 22 de desembre de 1789 preveia la creació a cada departament d'una assemblea formada per 36 membres electes : el Consell de Departament. Aquests consells foren suprimits per la llei de 14 de frimari de l'any 2 (4 de desembre de 1793).
Van ser reestrablerts sota la denominació de consell general per la llei de 28 de pluviós de l'any 8 (17 de febrer de 1800). Ara bé, els seus membres -els consellers generals- no eren escollits en unes eleccions democràtiques sinó que eren nomenats pel govern. Aquest sistema es modificà l'any 1833, passant a ser escollits els consellers generals mitjançant sufragi censatari. El sufragi universal no fou establert fins a l'aprovació de la llei de 3 de juliol de 1848.
Inicialment, el president de l'assemblea era renovat cada any. Posteriorment, la llei de 10 d'agost de 1871 establí que el consell general escollís el seu president després de cada celebració d'eleccions cantonals. El nom de consell general s'explica pel fet que els consells generals eren, abans de la creació dels consells regionals l'any 1982, la més alta assemblea local.